# Faifua Ipolito
Faifua Siatua Ipolito (ur. 24 września 1998) – zapaśnik z Samoa Amerykańskiego walczący w obu stylach. Srebrny medalista mistrzostw Oceanii w 2016 i plażowy wicemistrz Oceanii z tego samego roku.